# Morpho
A Morpho a rovarok (Insecta) osztályának lepkék (Lepidoptera) rendjébe, ezen belül a tarkalepkefélék (Nymphalidae) családjába és a Morphinae alcsaládjába tartozó névadó lepkeneme, melybe körülbelül 29 fajt és 150 alfajt sorolnak be.

## Tudnivalók
Ezek legtöbbjét az Amazonas-medence trópusi esőerdőiben találhatjuk, de néhányuk az Andok magashegységeiben honos, mások a hegylánc alacsonyabb, nyugati nyúlványain, illetve Mexikó száraz területein élnek.
Az idetartozó lepkék óriás méretűek, átlagos szárnyfesztávolságuk 7,5–10 centiméter, azonban a Morpho hecuba elérheti a 20 centiméteres szárnyfesztávolságot is.

## Rendszerezés
A nembe az alábbi alnemek, fajcsoportok és fajok tartoznak (meglehet, hogy a lista idővel változni fog):
- Iphimedeia - alnem
  - hercules - fajcsoport
    - Morpho amphitryon Staudinger, 1887
    - Morpho hercules (Dalman, 1823)
    - Morpho richardus Fruhstorfer, 1898

  - hecuba - fajcsoport
    - Morpho cisseis (C. & R. Felder, 1860)
    - Morpho hecuba (Linnaeus, 1771)

  - telemachus - fajcsoport
    - Morpho telemachus (Linnaeus, 1758)
    - Morpho theseus Deyrolle, 1860

- Iphixibia - alnem
  - Morpho anaxibia (Esper, 1801)

- Cytheritis - alnem
  - sulkowskyi - fajcsoport
    - Morpho sulkowskyi (Kollar, 1850)

  - lympharis - fajcsoport
    - Morpho lympharis Butler, 1873

  - rhodopteron - fajcsoport
    - Morpho rhodopteron Godman & Salvin, 1880

  - portis - fajcsoport
    - Morpho portis (Hübner, 1821)

  - zephyritis - fajcsoport
    - Morpho zephyritis Butler, 1873

  - aega - fajcsoport
    - Morpho aega (Hübner, 1822)

  - adonis - fajcsoport
    - Morpho eugenia Deyrolle, 1860
    - Morpho marcus (Cramer, 1775)
    - Morpho uraneis Bates, 1865

- Balachowskyna - alnem
  - Morpho aurora (Westwood, 1851)

- Cypritis - alnem
  - cypris - fajcsoport
    - óriás szivárványos lepke (Morpho cypris) Westwood, 1851

  - rhetenor - fajcsoport
    - Morpho rhetenor (Cramer, 1775)
    - Morpho helena Staudinger, 1890

- Bessonia - alnem
  - polyphemus - fajcsoport
    - Morpho polyphemus Westwood, 1850

  - catenaria - fajcsoport
    - Morpho epistrophus (Fabricius, 1796)

- Crasseia - alnem
  - menelaus - fajcsoport
    - Morpho menelaus (Linnaeus, 1758)

- Morpho - alnem
  - deidamia - fajcsoport
    - Morpho deidamia (Hübner, 1819)

  - helenor - fajcsoport
    - Morpho helenor (Cramer, 1776)
    - azúrlepke (Morpho peleides) Kollar, 1850

  - achilles - fajcsoport
    - Morpho achilles (Linnaeus, 1758) - típusfaj

A fentiekbe nincsenek besorolva:
- Morpho absoloni May, 1924
- Morpho amathonte (Deyrolle, 1860) - egyesek a M. menelaus alfajának tekintik[3][4]
- Morpho athena Otero, 1966
- Morpho catenarius Perry, 1811 - egyesek a M. epistrophus alfajának tekintik
- Morpho didius Hopffer, 1874
- Morpho godarti (Guérin-Méneville, 1844)
- Morpho laertes (Drury, 1782) - nagy valószínűséggel azonos a M. epistrophusszal
- Morpho niepelti Röber, 1927

### Fordítás
- Ez a szócikk részben vagy egészben  a   Morpho című angol Wikipédia-szócikk ezen változatának fordításán alapul.  Az eredeti cikk szerkesztőit annak laptörténete sorolja fel. Ez a jelzés csupán a megfogalmazás eredetét és a szerzői jogokat jelzi, nem szolgál a cikkben szereplő információk forrásmegjelöléseként.